# リレット・マティアス
『リレット・マティアス』（タガログ語: Lilet Matias: Attorney-at-Law）は、フィリピンのテレビドラマ。2024年3月4日、 GMAネットワークで初公開された。

## 登場人物
リレット・メルカド=マティアス / リリー・マグバヌア=エンガノ
演：ジョー・ベリー
パトリシア・バルデス＝エンガノ
演：シェリル・クルーズ
ラミロ「ラミール」エンガノ
演：ボビー・アンドリュース
ボニファシオ「ボニ」リナオ
演：ジェイソン・アバロス
ロレーナ・サンチェス・デ・レオン
演：リタ・アビラ
メレディス「マー」マグバヌア＝シモンズ
演：マリセル・ラクサ
アエラ・シモンズ
演：アナリン・バロ
レイラニ「ラニ」バルディヴィーノ＝マティアス
演：シャーメイン・サンティアゴ
コンスタンティーノ・デ・レオン
演：ロイド・サマルティーノ
スパンキー・マカリグ
演：トロイ・モンテロ
セシリア「セス / ティナン」マティアス
演：グレンダ・ガルシア
メリッサ・マリアーノ
演：ジェンゼル・アンヘレス
カート・イグナシオ
演：エドガー・アラン・グスマン
レイムンド・「エモン」・マティアス
演：アリエル・ビジャサンタ
イノセンシオ・デ・レオン
演：ホアキン・ドマゴソ
トリクシー・エンガノ
演：ゾニア・メヒア
メラニー「メライ」マティアス
演：ハンナ・アルゲレス